# 赤衛軍村區 (斯塔夫羅波爾邊疆區)

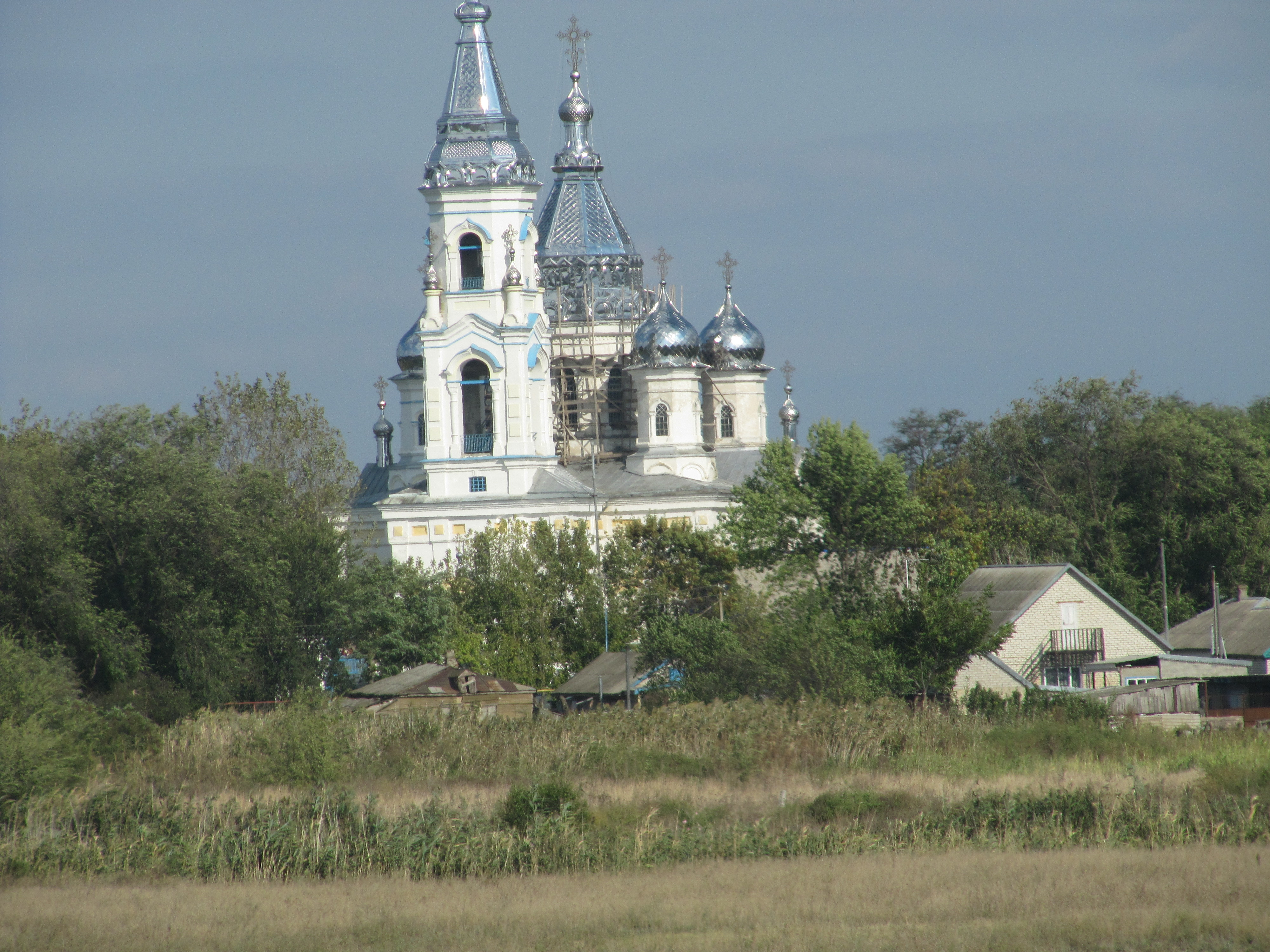

45°51′N 41°31′E / 45.850°N 41.517°E
赤衛軍村區（俄语：Красногвардейский район），或赤卫队区是俄羅斯的一個區，位於該國西南部，由斯塔夫羅波爾邊疆區負責管轄，面積2,236平方公里，2010年人口40,957，人口密度每平方公里18.32人。